# 萨曼莎·罗林森
萨曼莎·罗林森（Sam Rollinson，1994年8月19日—）是一位英国时装模特。

## 早期生活
罗林森生于南约克郡唐卡斯特，家中还有一个叫本（Ben）的哥哥。罗林森13岁时，模特经纪公司精选模特管理公司的星探在伯明翰的服装秀现场发现了她，在伦敦签订合同后，她就去参加试拍了。